# Pavlík ze Sovince
Pavlík (Pavel) ze Sovince († mezi červnem 1398 a lednem 1399) byl moravský šlechtic činný ve 14. století. Pocházel z rodu pánů ze Sovince. 

## Život
První písemná zmínka o Pavlíkovi pochází z roku 1368. Jeho otec byl Pavel II. ze Sovince, který byl synem zakladatele rodu podkomořího Pavla.  
Pavlíkovou první manželkou byla Klára, se kterou měl syna Ješka, později zakladatele větve Pňovických ze Sovince. S druhou manželkou Kateřinou z Kunštátu měl Pavlík syny Markvarta, Pavla, Aleše, Petra, Heralta, Voka a Pročka a dcery Annu, Kateřinu a Dorotu Koldinu. 
V době, kdy Pavlík držel své rodové majetky, probíhaly na Moravě markraběcí války. Pavlík se přidal na stranu markraběte Prokopa. V čase, kdy byl uzavřen mír, se však stýkal i se starším markrabětem Joštem. Pavlík jako přední šlechtic vystupoval jako svědek na moravských listinách, jeho jméno se často vyskytuje v moravských zemských deskách. Pavlík rozšiřoval své rodové jmění, v roce 1368 zapsal manželce Kláře ves Pňovice s tvrzí, dvorem a mlýnem a další tři vesnice. Postupem času kupoval další vesnice či jejich díly. Svůj rodný hrad Sovinec rozšířil o předhradí a zdokonalil jeho obranný systém. 
Pavlík byl též biskupským leníkem a držel jejich statky na severní Moravě. Často se objevoval na zasedáních manů a pomáhal řešit jejich spory. Též se uváděl jako přísedící zemského soudu v Brně.
Pavlík ze Sovince zemřel mezi červnem 1398 a lednem 1399, kdy je uváděn jako nebožtík.

## Potomci Pavlíka ze Sovince
- Pavlík ze Sovince

1. manželství
- - Ješek ze Sovince a Pňovic (1373–1409), zakladatel větve Pňovických ze Sovince

2. manželství
- - Markvart ze Sovince (1392–1404)
  - Pavel ze Sovince (1404–1456)
  - Aleš ze Sovince (1406–1418)
  - Petr ze Sovince (1404–1425)
  - Heralt ze Sovince a Doubravice (1409–1440), zakladatel větve z Doubravice
  - Vok ze Sovince (1409–1467), držitel Sovince, Přerova, Svitav, Helfštejna, Rožnova
  - Proček  ze Sovince (1409–1417)
  - Anna (1376–1384), manžel Ješek Hromada se Sušic
  - Kateřina (1381–1406), 1. manžel Ondřej z Nechvalína, 2. manžel Procek z Kunštátu a Rychvaldu
  - Dorota Koldina (1399–1407)